# Estanque de Servilio
La fuente de Servilio (en latín: Lacus Servilius) es una fuente situada en el Foro Romano. La construcción data de comienzos del siglo II a. C.

## Ubicación
La fuente se encuentra en el ángulo noroeste de la basílica Julia, colocada donde el vicus Iugarius se abre sobre la explanada del Foro Romano, cerca del templo de Saturno·.

## Historia
La fuente fue construida por Cneo Servilio Cepión en 125 a. C.
En 82 a. C., durante la proscripción de Sila, las cabezas de los senadores proscritos se expusieron sobre los bordes del estanque y todo alrededor (Ad Servilium lacum)·.

[...] que ven el foro inundado de sangre, el lago Servilio, pues tal es el espolio de la autorización de las proscripciones, cubierto de las cabezas de los senadores [...]
Séneca, De la providencia, III, 7

La fuente parece haber quedado destruida en parte en el año 42 a. C. tras los trabajos de restauración de templo de Saturno. Fue adornada por una cabeza de Hidra por Agripa pero fue definitivamente demolida con la ampliación de la basílica Julia por Augusto en 12 a. C.·

## Descripción
La fuente está construida en bloques de toba del Anio.